# Spiroxya acustella
Spiroxya acustella är en svampdjursart som först beskrevs av Annandale 1915.  Spiroxya acustella ingår i släktet Spiroxya och familjen Alectonidae. Inga underarter finns listade i Catalogue of Life.